# New Zealand’s Top 100 History Makers
Neuseeland's Top 100 History Makers war eine wöchentliche Sendung von Prime Television New Zealand, die erstmals am 6. Oktober 2005 ausgestrahlt wurde. 430 bekannte Neuseeländer wurden von einer Jury auf eine Liste gesetzt, um die 100 einflussreichsten Neuseeländer der Geschichte zu finden. Die letzte Folge, gesendet am 17. November 2005, zeigte die Top Ten, die durch elektronische Wahl bestimmt wurden.

## Die Jury
Die Jurywertung und Liste der Nominierten entstand bei der Einigung der Bewertungen der acht Jurymitglieder, die alle bekannte Neuseeländer sind:
- Stacey Daniels – Fernseh- und Radiomacher
- Raybon Kan – Komiker
- Robyn Langwell – Herausgeber von North & South
- Douglas Lloyd-Jenkins – Schriftsteller und Historiker
- Melanie Nolan – Historiker
- Joseph Romanos – Radiomoderator und Sportjournalist
- Tainui Stephens – TV-Produzent
- Kerre Woodham – Radiomacher

## Jurywertung
1. Ernest Rutherford – Physiker
2. Kate Sheppard – Suffragette
3. Edmund Hillary – Bergsteiger und Forscher
4. George Edward Grey – Politiker, 4. Gouverneur und 11. Premierminister von Neuseeland
5. Michael Joseph Savage – Politiker und 23. Premierminister von Neuseeland
6. Apirana Ngata – Māori-Politiker
7. Hone Heke – Māori-Chief
8. Friedrich Truby King – Gründer von Plunket Society
9. William Hobson – Co-Autor des Vertrag von Waitangi
10. Jean Batten – Flieger
11. Brian Barratt-Boyes – Herzchirurg
12. Peter Snell – Läufer
13. William Hayward Pickering  (1910–2004) – Raumfahrtwissenschaftler
14. Peter Jackson – Filmemacher
15. Janet Frame – Schriftsteller
16. Te Rauparaha – Māori-Chief
17. Colin Meads – Rugby-Union-Spieler
18. Whina Cooper – Māori-Führererin und erste Präsidentin der Māori Women’s Welfare League
19. Katherine Mansfield – Schriftstellerin
20. Thomas Brydone und William Davidson Soltau – Pioniere des Transports gekühlter Waren
21. Richard Pearse – Flugpionier
22. Te Whiti o Rongomai – Pazifist und Māori-Führer
23. Richard Seddon – Politiker und 15. Premierminister von Neuseeland
24. Te Rangi Hīroa (Peter Buck) – Māori-Führer
25. Julius Vogel – Politiker und 8. Premierminister von Neuseeland
26. Maurice Wilkins – Wissenschaftler
27. Helen Clark – Politikerin und 37. Premierminister von Neuseeland
28. Mabel Howard – Politikerin und Gewerkschaftsführerin der Canterbury General Labourers’ Union
29. Bernard Freyberg, 1. Baron Freyberg – britischer General und Generalgouverneur Neuseelands
30. Harold Gillies – plastischer Chirurg
31. Kiri Te Kanawa – Opernsängerin
32. Keith Park – Luftmarschall der britischen Royal Air Force
33. Alan MacDiarmid – Nobelpreisträger Chemie
34. Peter Blake – Segler
35. Clarence Edward Beeby – Pädagoge
36. Jack Lovelock – Sportler
37. John Bedbrook – Biotechnologe
38. James K. Baxter – Dichter
39. Fred Hollows – Augenchirurg
40. Murray Halberg – Leichtathlet und Philanthrop
41. Neil Finn – Musiker
42. Edward Gibbon Wakefield – britischer Politiker der die Kolonisierung Australiens und Neuseelands forcierte
43. David Lange – Politiker und 32. Premierminister von Neuseeland
44. Robert Muldoon – Politiker und 31. Premierminister von Neuseeland
45. Thomas J. Edmonds – Industrieller
46. Colin McCahon – Maler
47. Colin Murdoch – Erfinder
48. Archibald McIndoe – plastischer Chirurg
49. Samuel Marsden – Missionar der Church Missionary Society (CMS)
50. Peter Fraser – Politiker und 24. Premierminister von Neuseeland
51. John Morrison Clarke – Komiker
52. Ettie Rout – Kämpferin für Safer Sex
53. Arthur Lydiard – Vorkämpfer des Joggens
54. Kupe – Urahn der Māori und Entdecker von Aotearoa
55. Te Puea Hērangi – Māori-Führererin aus der Region Waikato
56. John Walker – Läufer
57. Tim Finn – Musiker
58. John A. Lee – Sozialist, Politiker und Schriftsteller
59. James Wattie – Industrieller
60. Bill Hamilton – Erfinder
61. Norman Kirk – Politiker und 29. Premierminister von Neuseeland
62. Bill Gallagher – Erfinder
63. Michael King – Historiker
64. Frances Hodgkins – Maler
65. George Nepia – Rugby-Union-Spieler
66. James Fletcher – Industrieller
67. Mutter Aubert – Katholische Nonne und Ordensgründerin
68. Charles Heaphy – Forschungsreisender
69. A.H. Reed – Verleger
70. Frank Sargeson – Schriftsteller
71. Roger Douglas – Politiker und Finanzminister der 4. Labour-Regierung
72. Matthew During – Wissenschaftler
73. Te Kooti Arikirangi Te Turuki – Krieger
74. Hongi Hika – Māori-Chief
75. David Low – Karikaturist
76. Kate Edger – Frauenrechtlerin
77. Marie Clay – Pädagogin
78. Rewi Alley – Sinophile
79. Thomas Rangiwahia Ellison –  Rugby-Union-Spieler
80. Rua Kenana Hepetipa – Prophet
81. Tahupōtiki Wiremu Rātana – Prophet
82. Tante Daisy – Rundfunksprecherin
83. Charles Hazlitt Upham – Soldat
84. Ralph Hotere – Künstler
85. Richard Hadlee – Cricket-Spieler
86. Billy T James – Komiker
87. Keith Sinclair –  Historiker
88. Charles Goldie – Maler
89. John Minto – Aktivist
90. Rudall Hayward – Filmemacher
91. Witi Ihimaera – Autor
92. John Te Rangianiwaniwa Rangihau – Förderer der Maorischen Sprache
93. Dave Dobbyn – Liedermacher
94. Russell Coutts – Segler
95. Jonah Lomu – Rugby-Union-Spieler
96. Peter Mahon – Jurist
97. Georgina Beyer – transsexuelle Politikerin
98. A J Hackett – Bungee-Jumping Pionier
99. Denis Hulme –  Automobilrennfahrer (Formel 1)
100. Russell Crowe – Schauspieler

Auf der Abschlussveranstaltung wurde auch die Nr. 101. der Liste bekanntgegeben:
101. Mountford „Toss“ Woollaston – Maler

## Die Wertung per E-Voting
1. Ernest Rutherford – Wissenschaftler
2. Kate Sheppard – Frauenrechtlerin
3. Edmund Hillary – Forscher und humanitäre
4. Charles Hazlitt Upham – Kriegsheld
5. Billy T. James – Komiker
6. David Lange – Ministerpräsident
7. Apirana Ngata – Politiker
8. Colin Murdoch – Erfinder der Einwegspritze
9. Rua Kenana Hepetipa – Prophet
10. Roger Douglas – Politiker und Ökonom

## Gleichnamiges Buch
Die Fernsehsendung basierte auf dem gleichnamigen Buch Neuseeland's Top 100 History Makers, dessen Autor Joseph Romanos an der Entstehung der Sendung mitgewirkt hatte und einer der Rechercheure war.